# Back In The Saddle
«Back in the Saddle» es una canción de la banda estadounidense de hard rock Aerosmith. Fue escrita por Steven Tyler y Joe Perry. Fue la primera canción de  Aerosmith de su álbum Rocks en alcanzar un gran éxito. La canción fue lanzada como tercera pista en el álbum en 1977.  Alcanzó el #38 en el Billboard Hot 100.

## Posicionamiento
| Fin de año en las tablas | Posición |
| ------------------------ | -------- |
| US Billboard Hot 100     | 38       |